# Power Macintosh G3

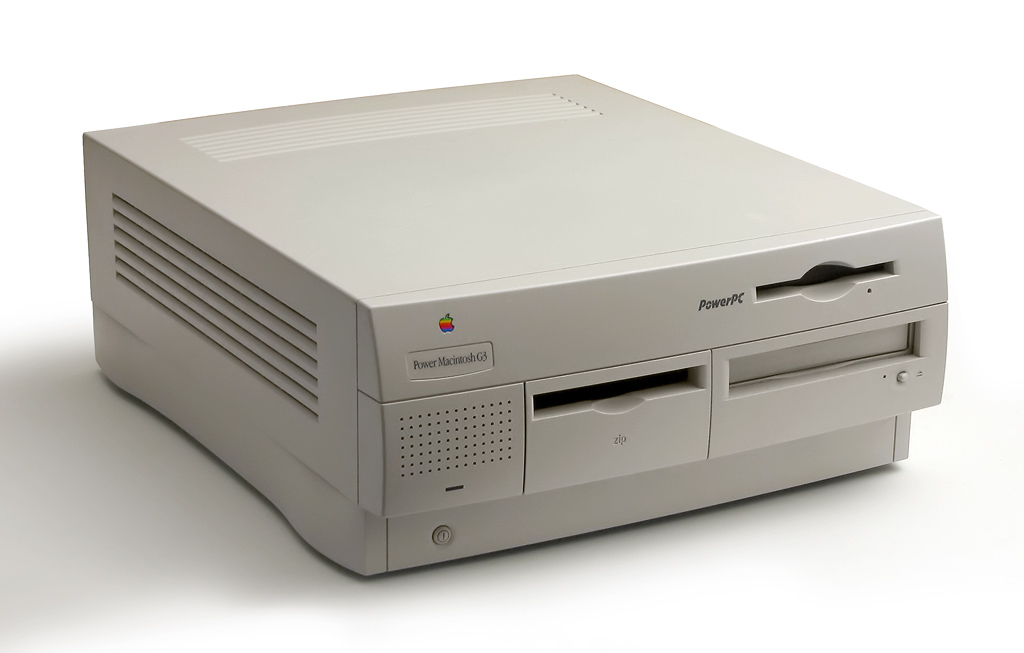
Power Macintosh G3.

Anunciado en noviembre de 1997, el Power Macintosh G3 destronó al Power Macintosh 9600/300 de ser el Macintosh más rápido por el casi 10%. Con una placa base completamente rediseñada (nombre en código “Gossamer”) que funcionaba en 66 MHz, el G3 era el primer Mac calificado por Apple a funcionar con el nuevo procesador PowerPC G3 (PowerPC 750).
El procesador PowerPC 750 fue diseñado por IBM y Motorola.

Fue el primer procesador capaz de usar una caché backside, que podría comunicarse directamente con el procesador a velocidades extremadamente altas.
El G3 venía en una caja de minitorre (similar a la de los Power Macintosh 8600 y los 9600, pero más corta) o una caja de escritorio de estilo, similar a la del modelo 7300, con procesadores de 233 o 266 MHz, con caché backside de 512 KiB, funcionando en 117 y 133 MHz, respectivamente. El modelo de escritorio del Power Macintosh G3, disponible en 233 o 266 MHz venía con entrada y salida de audio de 16 bits en una tarjeta separada, llamada personality card, y una unidad de discos Zip (la placa base de Gossomer era tan pequeña que el Disco Duro principal se podría montar en el piso de la caja, dejando el sitio para el lector de discos Zip).
El modelo G3 Minitorre, que estaba inicialmente solamente disponible en 266 MHz, tenía una tarjeta personality distinta, que ofrecía todas las características de la tarjeta de escritorio, más 4 MiB de VRAM (extensible a 6 MiB) y entrada y salida S-Vídeo. La placa base Gossamer tenía 3 ranuras comunes de fábrica para SDRAM, pero debido a las restricciones de la altura de la carcasa, la tarjeta de la presentación de escritorio G3 no podría encajar 128 MiB, dando un máximo de 192 MiB. A principios de 1998, Apple puso a disposición un modelo Minitorre de 233 MHz, y agregó nuevas características para todos los modelos incluyendo un disco SCSI de 4 GB, y una tarjeta gráfica más rápida. En marzo de 1998, Apple agregó una opción de 300 MHz en todas las máquinas hechas a pedido, así como una configuración dual-SCSI, con RAID software, y una lector opcional de DVD-ROM (una solución de terceras partes fue requerida para el aparato de lectura del vídeo MPEG-2).
La versión de 333 MHz se puso a disposición en septiembre de 1998. El Power Macintosh G3 fue descontinuado en enero de 1999, cuando fue substituido por el Power Mac G3. 
- Datos: Q2107044
- Multimedia: Power Macintosh G3 / Q2107044